# Lyngby BK
Lyngby BK, bildad 1921, är en fotbollsklubb i Kongens Lyngby i Danmark. Klubben gjorde debut i Danmarks högstadivision i fotboll för herrar 1980, och vann Danmarksturneringen säsongerna 1983 och 1991/1992. Åren 1994-2001 hette klubben Lyngby FC.

## Spelare

### Spelartrupp
| Nr | Land          | Pos | Namn               |
| -- | ------------- | --- | ------------------ |
| 1  | Danmark       | MV  | Frederik Ibsen     |
| 2  | Danmark       | F   | Mikkel Juhl        |
| 3  | Danmark       | F   | Brian Hamalainen   |
| 4  | Nederländerna | F   | Timo Letschert     |
| 5  | Danmark       | F   | Kristian Riis      |
| 6  | Danmark       | F   | Andreas Bjelland   |
| 7  | Danmark       | A   | Emil Nielsen       |
| 8  | Färöarna      | A   | Petur Knudsen      |
| 9  | Danmark       | A   | Mathias Kristensen |
| 10 | Danmark       | MF  | Rasmus Thellufsen  |
| 11 | Danmark       | A   | Magnus Kaastrup    |
| 12 | Danmark       | A   | Sebastian Koch     |
| 13 | Danmark       | MF  | Casper Winther     |
| 14 | Danmark       | MF  | Lauge Sandgrav     |
| 16 | Danmark       | MV  | Mads Kikkenborg    |
| 17 | Danmark       | F   | Adam Sørensen      |

| Nr | Land    | Pos | Namn                 |
| -- | ------- | --- | -------------------- |
| 18 | Island  | A   | Alfreð Finnbogason   |
| 19 | Danmark | MF  | Sanders Ngabo        |
| 20 | Danmark | F   | Kasper Jørgensen     |
| 21 | Island  | A   | Sævar Atli Magnússon |
| 22 | Danmark | MF  | Magnus Westergaard   |
| 23 | Danmark | F   | Pascal Gregor        |
| 24 | Danmark | MF  | Tobias Storm         |
| 25 | Danmark | F   | Gustav Mortensen     |
| 26 | Danmark | A   | Frederik Gytkjær     |
| 27 | Danmark | A   | Adam Vendelbo        |
| 29 | Danmark | F   | Lucas Hey            |
| 30 | Danmark | MF  | Marcel Rømer         |
| 31 | Danmark | MV  | Filip Versterre      |
| 42 | Danmark | MF  | Tochi Chukwuani      |
| 97 | Danmark | MF  | Rezan Corlu          |

### Utlånade spelare
| Nr | Land | Pos | Namn |
| -- | ---- | --- | ---- |

### Svenska spelare
- Marino Rahmberg (1995)
- Johan Wahlqvist (1997)
- Marcus Allbäck (1997)
- Anders Prytz (1997)
- Per Fahlström (1999–2001)
- Tobias Grahn (2000–2001)
- Andreas Wihlborg (2008–2009)
- Robin Nilsson (2013)
- Viktor Noring (2015–2016)
- Mohammed Saeid (2017–2018)
- Simon Strand (2018)

## Svenska tränare
- Kent Karlsson (1991–1992)
- Benny Lennartsson (1995–1998)